# Beware of Dog
Beware of Dog is het debuutalbum van de Amerikaanse rapper Bow Wow, toen nog Lil' Bow Wow genaamd. Het album werd uitgebracht op 26 september 2000 via So So Def Recordings en Columbia Records. Tijdens de opnamesessies in 1999 en 2000 werd het album voornamelijk geproducet door Bow Wow's mentor Jermaine Dupri.  Gastartiesten waren onder andere Xscape, Jagged Edge, Da brat en Snoop Dogg
Beware of Dog ontving in het algemeen positieve kritieken van recensenten en was ook een commercieel succesvol met 101.000 verkochte exemplaren in de eerste week. Het album debuteerde op nummer acht in de Amerikaanse Billboard 200 hitlijst. De Recording Industry Association of America (RIAA) certificeerde Beware of Dog in maart 2001 met dubbel Platinum.
Van het album zijn vier singles uitgebracht, die allemaal geproduceerd door Bow Wow's mentor en producent Jermaine Dupri. Op de eerste single van het album "Bounce with Me", dat uitgebracht  werd op 8 augustus 2000, had R&B groep Xscape een gastrol. Het nummer was ook opgenomen op de soundtrack van de film Big Momma's House (2000). De tweede single van het album "Bow Wow (That's My Name)", dat werd uitgebracht op 17 oktober 2000, bevat een gastvers van Snoop Dogg. De derde single, "Puppy Love", dat werd uitgebracht op 27 januari 2001, bevat guestvocals van R&B-groep Jagged Edge. De vierde en laatste single van het album, "Ghetto Girls", werd uitgebracht op 21 februari 2001.

## Scores van Critici
| Recensies        | Recensies     |
| Publicatie       | Score         |
| ---------------- | ------------- |
| AllMusic         | 3,5/5 sterren |
| Robert Christgau | (dud)         |
| HipHopDX         | 3,5/5 sterren |
| NME              | 3,5/5 sterren |

"Beware of Dog" kreeg over het algemeen positieve kritieken van muziekcritici. AllMusic redacteur Jason Birchmeier prees de nummers voor het inkapselen van het album met vertederende charme in zijn pop-rap materiaal, ondanks dat hij twijfels had aan  Bow Wow's werkelijke schrijfcredits, en concludeerde "Toch is er geen ontkennen aan de charme en vocale behendigheid van Lil' Bow Wow, die bewijst dat hij echt getalenteerd is, hoewel niet bepaald een wonderkind." Een redacteur van HipHopDX zei dat  Bow Wow, hoewel zijn teksten zijn leeftijd laten zien, potentieel vond in zijn vermogen om harde teksten te leveren, waarbij "Bow Wow (That's My Name)" een geweldig startpunt is. Hij concludeerde: "Beware of Dog zeker een blijvertje is en een handelsmerk van de So So Def dynastie. Dit album is naar mijn mening een grote kandidaat om uitgeroepen te worden tot beste debuutalbum van het jaar." Robert Christgau beoordeelde het album als een zogenaamde "dud", wat duidt op: "Een slechte plaat waarvan de details zelden verdere aandacht verdienen."

## Commercieel succes
Beware of Dog piekte op nummer acht in de Amerikaanse Billboard 200 hitlijst en verkocht in de eerste week 101.000 exemplaren. Op 5 maart 2001 werd het album door de Recording Industry Association of America (RIAA) dubbel Platinum gecertificeerd voor het verkopen van twee miljoen exemplaren. Volgens Nielsen Soundscan waren er in december 2006 2,7 miljoen exemplaren verkocht in de Verenigde Staten. 

## Inhoud van het album
- Buiten "intro" is elk nummer geproduceerd door Jermaine Dupri.

| 1.                 | Intro                                                        | 0:21 |
| 2.                 | The Future (featuring R.O.C.)                                | 2:36 |
| 3.                 | Bounce With Me (featuring Xscape)                            | 2:56 |
| 4.                 | Puppy Love (featuring Jagged Edge)                           | 3:29 |
| 5.                 | You Know Me (featuring Jermaine Dupri and Da Brat)           | 3:08 |
| 6.                 | The Dog in Me                                                | 3:22 |
| 7.                 | Bow Wow (That's My Name) (featuring Snoop Dogg)              | 3:44 |
| 8.                 | This Playboy (featuring R.O.C., Jermaine Dupri and Big Duke) | 3:37 |
| 9.                 | Ghetto Girls                                                 | 3:15 |
| 10.                | You Already Know                                             | 3:18 |
| 11.                | Bounce With Me (Extended LP Mix) (featuring Xscape)          | 4:43 |
| Totale duur: 34:29 |                                                              |      |